# Wels
Cet article possède des paronymes, voir Well, Welles et Wells.
Wels est une ville d'Autriche, située en Haute-Autriche. Elle est la huitième ville du pays en nombre d'habitants (liste de villes d'Autriche).

## Géographie
Wels est une ville de 62 654 habitants (au 1er janvier 2021). Elle est située sur la rivière Traun et compte neuf localités : le centre, Lichtenegg, Vogelweide, Neustadt, Pernau, Waidhausen, Oberthan, Puchberg et Schafwiesen.

## Histoire
Les premières traces de peuplement de Wels datent du Néolithique en -3500, sans que l'on sache de quel peuple il s'agit. Le premier peuple identifié dans la région fut, sans doute, celui des Illyriens[réf. nécessaire]. Ils ont occupé la région autour de Wels à partir de l'an -1000.
Après avoir été une partie du royaume de Norique (lat. Noricum), Wels a été colonisée par les Romains sous l’empereur Auguste en -15. Le nom de Wels est issu du nom 'Ovilava' qui a été créé par les Romains. Quel que soit l'endroit de la ville où l'on procède à des fouilles de nos jours, on y trouve des vestiges de son passé romain.
Entre le règne des Romains et celui des Babenberg, Wels connut de perpétuels changements politiques, et ce n'est qu’avec les Habsbourg au XIVe siècle qu'une stabilité politique est survenue.
Un des siècles les plus agités fut le XVIe siècle. Pour la première fois, un maire fut élu ; le monastère des Minorites fut fondé et l’empereur Maximilien Ier est mort dans la forteresse de Wels.
Après une période baroque, l’industrialisation commença au XIXe siècle. On construisit le fameux chemin de fer tiré par des chevaux qui est encore fréquenté par les touristes.
Pendant la Seconde Guerre mondiale, un grand nombre de bâtiments furent détruits. Mais déjà quelques années plus tard, les problèmes économiques commencèrent à disparaitre et Wels obtint le statut de ville le 18 janvier 1964.

## Économie
Aujourd'hui Wels est surtout connue pour ses foires diverses concernant l'agriculture et la flore (Agraria et Blühendes Österreich), l'énergie, les chevaux, l'éducation et la formation (Berufsinformationsmesse), la santé etc.
En plus, Wels vit du tourisme et de la vie culturelle.

## Vie culturelle
À Wels, il y a beaucoup de choses à visiter, surtout des monuments historiques.
- La forteresse de Wels
- La muraille d'enceinte
- Des tours comme le Ledererturm et le Wasserturm
- Le château de Pollheim
- Le monastère des Minorites
- La vieille ville et sa place principale, la Stadtplatz
- Le Welser Metzen: Lors du marché céréalier, le Welser Metzen, un bassin en marbre, était consacré à mesurer la dimension norme de 75 litres de céréales. Aujourd’hui on a mis une miniature au centre-ville, l’original se trouve dans le musée de la forteresse.
- Divers musées

Chaque année la ville organise une fête populaire (Volksfest) et une dégustation de vins.
Selon la saison, différents événements sont proposés aux citoyens et aux touristes.
En été : Ackern (un événement gastronomique qui a lieu dans un champ de maïs en plein air), festival de films
En hiver : marché de l’Avent, Perchtenlauf
À part cela, il y a bien sûr la possibilité de passer son temps libre en allant au cinéma, au théâtre, aux concerts, au cabaret etc.
L'association Welsienne contre le fascisme décerne le Prix Elfriede Grünberg depuis 2000 à des personnes impliquées dans la lutte contre le nazisme.

## Personnalités liées à la ville
- Christoph Sieber, skipper autrichien, y est né le 9 janvier 1971.
- Elisabeth Udolf-Strobl, femme politique, y est née le 12 avril 1956.
- Saint Lu, chanteuse, y est née le 27 juin 1971.
- Friz Mayr, compositeur de musique électronique, y est né en 1962.
- Marcel Sabitzer, footballeur autrichien, y est né le 17 mars 1994

## Transport
L'ouest de l'autoroute A1, l'autoroute Welser, l'autoroute A25 et l'autoroute Innkreis A8 forment une rocade autour de Wels. Le dernier tronçon, la section appelée lien Welser Ouest A 8 entre le nœud Voralpenkreuz dans Sattledt et sortie WELS Ouest, a été ouvert en 2003.
Ce tronçon de 11 km a été approuvé et construit en 2000. La sortie pour la route a été en août 2003. En raison de préoccupations environnementales, la route dans le district de que noitzmühle traverse un pont tunnel traverse cette Traun, maison en pierre uniquement les courses de route retour au-dessus du sol.[Quoi ?]
Le service régulier de la ville passe par le privé Welser bus société SAB-TOURS Agence de voyages et de bus compagnie que m.b.h. exploité. 31 Autobus sont utilisés. Chaque année, plus de 5 millions de passagers sont transportés.
La station a rouvert à l'automne 2005 par WELS est un nœud important dans les chemins de fer autrichiens a été construit. Ici la direction Passau baptisé bifurque en son point de terminaison de la ligne de chemin de fer occidental Salzbourg-Linz-Vienne au nord-ouest. Au sud, la montagne Valley Railway suivi unique et non électrifiées mène aussi à Grünau depuis 1893.[Quoi ?]
Pour les transports de marchandises, le Terminal est Wels, où chaque jour jusqu'à 1000 camions et autant de wagons de marchandises transitent. En outre, chaque année plus de 200 000 camions vont sur à route.

## Jumelages
- Chichigalpa (Nicaragua)
- Baia Mare (Roumanie)
- Straubing (Allemagne)
- Tabor (Tchéquie)